# Республиканский научно-практический центр травматологии и ортопедии (Минск)
Государственное учреждение «Республиканский научно-практический центр травматологии и ортопедии» — лечебное учреждение в области оказания травматолого-ортопедической помощи детскому и взрослому населению Республики Беларусь.

## История
В 1930 году в Минске был основан Государственный институт физиотерапии, ортопедии и неврологии, который просуществовал до начала Великой Отечественной войны. В 1944 году институт был восстановлен и получил название Белорусский государственный научно-исследовательский институт травматологии и ортопедии БССР, в период с 1945 по 1956 годы назывался Минский НИИ ортопедии и восстановительной хирургии. Первоначально и долгое время институт находился в стесненных условиях на территории 2-й городской клинической больницы, ранее располагавшейся на улице Максима Горького, 2 (ныне Максима Богдановича). Основные направления исследований заключались в разработке наиболее рациональных методов лечения внутрисуставных повреждений и их последствий; направленная регуляция репаративных процессов кости при них; изучение прогрессирующих форм сколиоза в разные возрастные периоды и разработка эффективных методов лечения. С 1954 года при институте появилась клиническая ординатура.
В конце 1978 года НИИ травматологии и ортопедии переехал в здание только что открывшейся Больницы скорой медицинской помощи города Минска. В это же время недалеко от БСМП началось строительство отдельного здания для института, которое было построено при активном участии тогдашнего директора института и главного ортопеда и травматолога, доктора медицинских наук Иосифа Робертовича Вороновича. В 1981 году институт наконец переехал в собственное вновь построенное здание, в котором располагается и сегодня. В 1999 года институт переименован в ГУ «Белорусский научно-исследовательский институт травматологии и ортопедии» (БелНИИТО), а с 4 октября 2007 года — в ГУ «Республиканский научно-практический центр травматологии и ортопедии».
Каждый год сотрудники Центра консультируют около 30 000 пациентов, выполняют более 6 000 операций.

## Структура
В структуре центра имеется 8 научных подразделений и 8 клинических подразделений. На базе РНПЦ работают два Республиканских центра: Республиканский центр для лечения больных с повреждение позвоночника и спинного мозга и Республиканский центр спортивной травмы и патологии суставов.